# الخاندرو ریورو
الخاندرو ریورو (انگلیسی: Alejandro Rivero؛ زادهٔ ۱۲ ژوئن ۱۹۹۸) بازیکن فوتبال اهل آرژانتین است.
از باشگاه‌هایی که در آن بازی کرده‌است می‌توان به باشگاه فوتبال آرسنال ساراندی اشاره کرد.